# ایبوپامین
ایبوپامین (انگلیسی: Ibopamine) یک داروی مقلد سمپاتیک است که به صورت «پیش داروی» اپینین طراحی شده است و در چشم پزشکی کاربرد دارد. این دارو باعث میدریازیس (گشاد شدن مردمک‌ها) می‌شود. همچنین این دارو به عنوان درمان نارسایی احتقانی قلب مورد بررسی بوده است. ایبوپامین به عنوان آنتاگونیست بر روی گیرنده آلفا و گیرنده D1 عمل می‌کند.